# Лейк-Кетчам (Вашингтон)
Лейк-Кетчам (англ. Lake Ketchum) — переписна місцевість (CDP) в США, в окрузі Сногоміш штату Вашингтон. Населення — 1268 осіб (2020).

## Географія
Лейк-Кетчам розташований за координатами 48°17′2″ пн. ш. 122°20′50″ зх. д. / 48.28389° пн. ш. 122.34722° зх. д. (48.284002, -122.347167).  За даними Бюро перепису населення США в 2010 році переписна місцевість мала площу 5,48 км², з яких 5,38 км² — суходіл та 0,10 км² — водойми.

## Демографія
Згідно з переписом 2010 року, у переписній місцевості мешкало 930 осіб у 360 домогосподарствах у складі 260 родин. Густота населення становила 170 осіб/км².  Було 390 помешкань (71/км²).
Расовий склад населення:
| - 92,9 % — білих - 1,5 % — азіатів - 1,1 % — корінних американців - 0,4 % — чорних або афроамериканців |

До двох чи більше рас належало 3,4 %. Частка іспаномовних становила 1,8 % від усіх жителів.
За віковим діапазоном населення розподілялося таким чином: 21,6 % — особи молодші 18 років, 67,0 % — особи у віці 18—64 років, 11,4 % — особи у віці 65 років та старші. Медіана віку мешканця становила 43,3 року. На 100 осіб жіночої статі у переписній місцевості припадало 97,9 чоловіків;  на 100 жінок у віці від 18 років та старших — 95,4 чоловіків також старших 18 років.
Середній дохід на одне домашнє господарство  становив 87 074 долари США (медіана — 77 868), а середній дохід на одну сім'ю — 117 040 доларів (медіана — 101 875). За межею бідності перебувало 1,6 % осіб, у тому числі 0,0 % дітей у віці до 18 років та 5,8 % осіб у віці 65 років та старших.
Цивільне працевлаштоване населення становило 524 особи. Основні галузі зайнятості: виробництво — 35,3 %, освіта, охорона здоров'я та соціальна допомога — 21,6 %, роздрібна торгівля — 16,4 %, будівництво — 12,0 %.